# Louis de Funès (rose)
Pour les articles homonymes, voir Funès.
La rose 'Louis de Funès' est une rose baptisée en l'honneur de l'acteur comique français Louis de Funès.

## Description

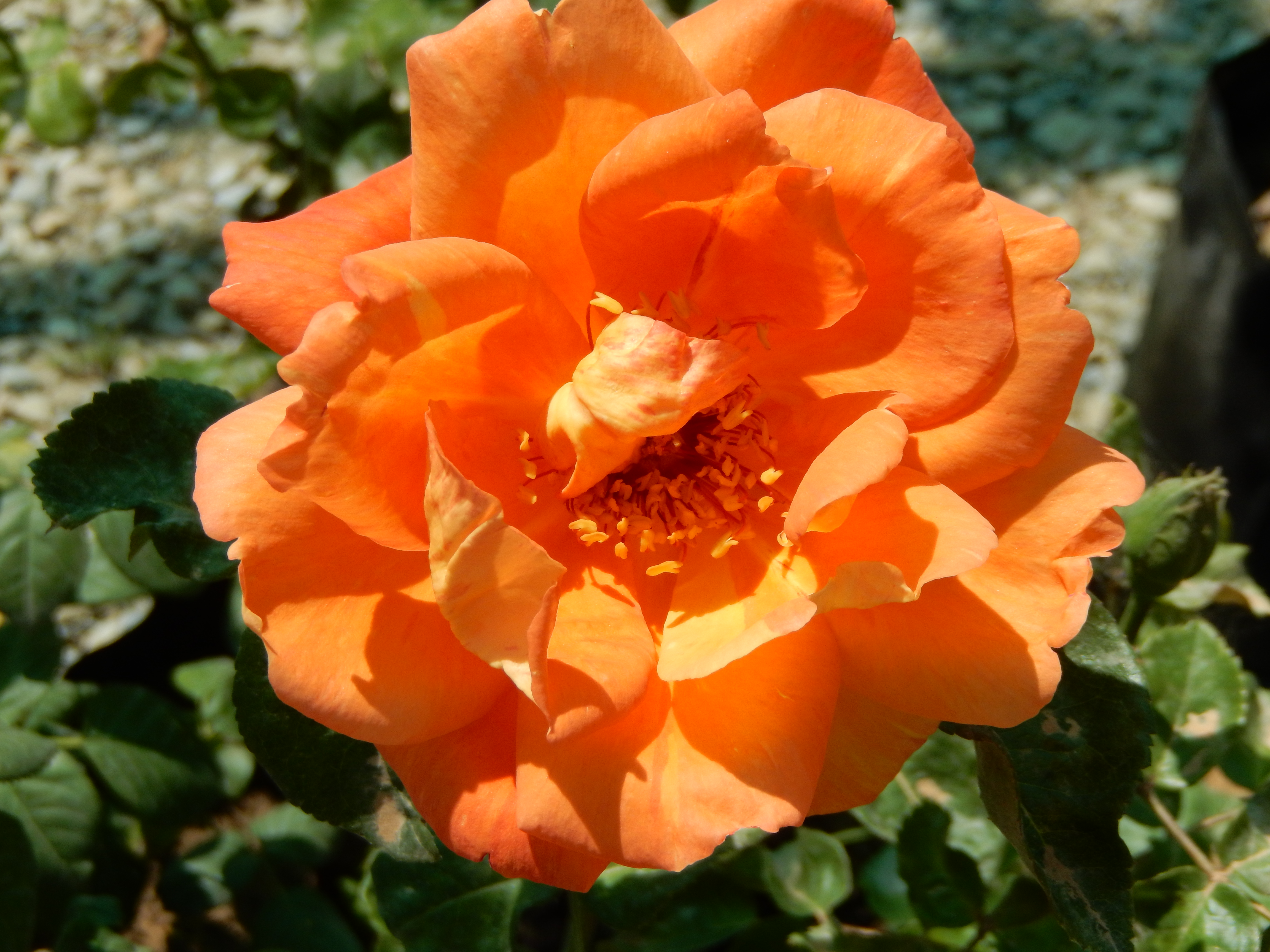
Rose 'Louis de Funès' en Tunisie.

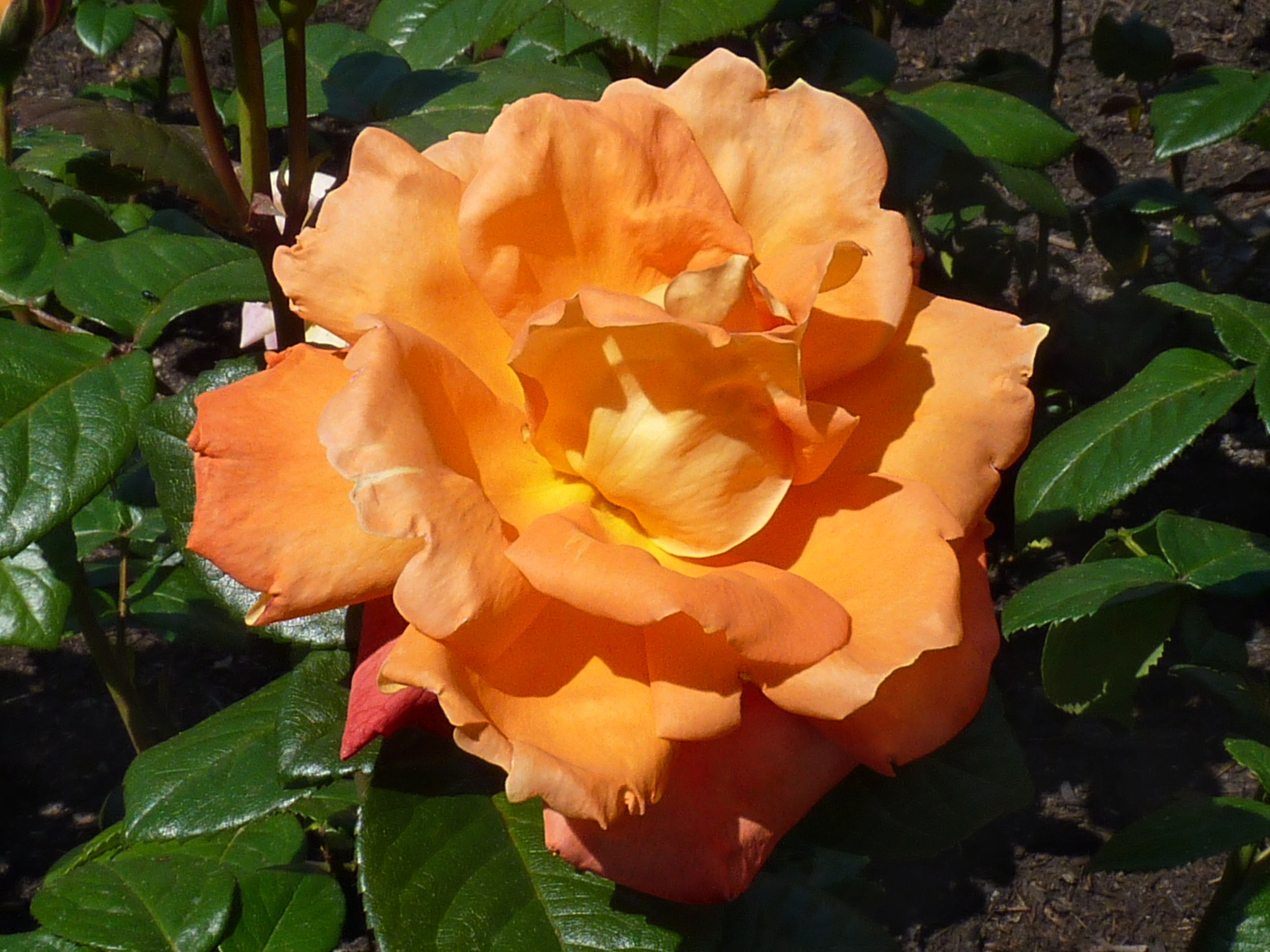
Rose 'Louis de Funès' à la roseraie internationale de Courtrai.

La 'Louis de Funès' est un cultivar de rosier. Elle est nommée « Louis de Funès » en hommage à l’acteur amateur de roses, par la société horticole Meilland en 1984, un an après la mort de l'acteur. Cette plante fait partie des nombreux cultivars de roses portant des noms de célébrités.
Elle est buissonnante et à grandes fleurs doubles, à vingt pétales d'une couleur orange capucine. La floraison démarre en mai et se poursuit jusqu'aux premières gelées. La durée de vie des fleurs est longue et elle dégage un parfum très fort. On peut aussi trouver parfois cette variété en tige.
On peut l'admirer dans de nombreuses roseraies, comme à la roseraie internationale de Courtrai.

## Descendance
Le pollen 'Louis de Funès' x 'Sun King' (Paolino, 1994) croisé avec le semis 'Just Joey' (Cants, 1972) a donné naissance à 'Abbaye de Cluny' (Meilland, 1995).